# Far East Cup i alpin skidåkning 2016/2017
Far East Cup i alpin skidåkning 2016/2017 är den 18:e upplagan av Far East Cup. Den inleddes i kinesiska Wanlong Ski Resort den 11 december 2016 och avslutades den 31 mars 2017 i japanska Ontake.
Regerande vinnare från föregående säsong är Asa Ando, Japan och Donghyun Jung, Sydkorea.

## Beskrivning
| DH | Störtlopp                           |
| SG | Super-G                             |
| GS | Storslalom                          |
| SL | Slalom                              |
| P  | Parallellstorslalom/Parallellslalom |
| CE | Stadsevenemang                      |
| AK | Alpin kombination                   |
| LT | Lagtävling                          |

## Tävlingsschema och resultat

### Herrar[3]
| Datum            | Plats               | Disciplin | Etta                | Tvåa                | Trea                 | Detaljer |
| ---------------- | ------------------- | --------- | ------------------- | ------------------- | -------------------- | -------- |
| 11 december 2016 | Wanlong Ski         | SL        | Simon Efimov        | Sung-hyun Kyung     | Dai Shimizu          | Resultat |
| 12 december 2016 | Wanlong Ski         | SL        | Ryunosuke Ohkoshi   | Simon Efimov        | Ian Gut              | Resultat |
| 13 december 2016 | Wanlong Ski         | GS        | Ian Gut             | Hyeon-tae Kim       | Alexey Zhilin        | Resultat |
| 14 december 2016 | Wanlong Ski         | GS        | Ian Gut             | Alexey Zhilin       | Daniel Yule          | Resultat |
| 16 december 2016 | Yongpyong Resort    | SL        | Ryunosuke Ohkoshi   | Zan Groselj         | Aleksander Andrienko | Resultat |
| 17 december 2016 | Yongpyong Resort    | GS        | Zan Kranjec         | Pavel Trichitjev    | Ryunosuke Ohkoshi    | Resultat |
| 18 december 2016 | Yongpyong Resort    | GS        | Pavel Trichitjev    | Zan Kranjec         | Evgenij Pyasik       | Resultat |
| 19 december 2016 | Yongpyong Resort    | SL        | Zan Kranjec         | Jakob Spik          | Simon Efimov         | Resultat |
| 22 januari 2017  | Alpensia Ski Resort | SL        | Pavel Trichitjev    | Jakob Spik          | Zan Groselj          | Resultat |
| 23 januari 2017  | Alpensia Ski Resort | SL        | Pavel Trichitjev    | Zan Groselj         | Kyosuke Kono         | Resultat |
| 24 januari 2017  | Alpensia Ski Resort | SL        | Zan Groselj         | Pavel Trichitjev    | Jakob Spik           | Resultat |
| 4 mars 2017      | Sapporo teine       | GS        | Marco Reymond       | Sebastian Holzmann  | Alexander Schmid     | Resultat |
| 5 mars 2017      | Sapporo teine       | SL        | Sebastian Holzmann  | Ryunosuke Ohkoshi   | Mattias Rönngren     | Resultat |
| 8 mars 2017      | Engaru              | GS        | Alexander Schmid    | Mattias Rönngren    | Cedric Noger         | Resultat |
| 9 mars 2017      | Engaru              | SL        | Sebastian Holzmann  | Dong-hyun Jung      | Mattias Rönngren     | Resultat |
| 10 mars 2017     | Engaru              | SL        | Sebastian Holzmann  | Mattias Rönngren    | Dong-hyun Jung       | Resultat |
| 17 mars 2017     | Yuzhno-Sakhalinsk   | SG        | Riccardo Tonetti    | Krystof Kryzl       | Pavel Trichitjev     | Resultat |
| 18 mars 2017     | Yuzhno-Sakhalinsk   | SG        | Stefan Hadalin      | Krystof Kryzl       | Riccardo Tonetti     | Resultat |
| 19 mars 2017     | Yuzhno-Sakhalinsk   | GS        | Pavel Trichitjev    | Roberto Nani        | Riccardo Tonetti     | Resultat |
| 20 mars 2017     | Yuzhno-Sakhalinsk   | GS        | Roberto Nani        | Riccardo Tonetti    | Alexander Schmid     | Resultat |
| 21 mars 2017     | Yuzhno-Sakhalinsk   | SL        | Dong-hyun Jung      | Sebastian Holzmann  | Pavel Trichitjev     | Resultat |
| 22 mars 2017     | Yuzhno-Sakhalinsk   | SL        | Pavel Trichitjev    | Riccardo Tonetti    | Stefan Hadalin       | Resultat |
| 30 mars 2017     | Ontake              | AK        | Yumenosuke Kakizaki | Ryuto Kobayashi     | Ryunosuke Ohkoshi    | Resultat |
| 30 mars 2017     | Ontake              | SG        | Yumenosuke Kakizaki | Ryuto Kobayashi     | Sato Kei             | Resultat |
| 31 mars 2017     | Ontake              | SG        | Dai Shimizu         | Yumenosuke Kakizaki | Masato Mikami        | Resultat |

### Damer[4]
| Datum            | Plats               | Disciplin | Etta                  | Tvåa             | Trea                  | Detaljer |
| ---------------- | ------------------- | --------- | --------------------- | ---------------- | --------------------- | -------- |
| 11 december 2016 | Wanlong Ski         | SL        | Rinata Abdulkaiumova  | Emiko Kiyosawa   | Sofia Krokhina        | Resultat |
| 12 december 2016 | Wanlong Ski         | SL        | Sakurako Mukogawa     | Emiko Kiyosawa   | Rinata Abdulkaiumova  | Resultat |
| 13 december 2016 | Wanlong Ski         | GS        | Mio Arai              | Greta Small      | Young-Seo Kang        | Resultat |
| 14 december 2016 | Wanlong Ski         | GS        | Mio Arai              | Greta Small      | Sakurako Mukogawa     | Resultat |
| 16 december 2016 | Yongpyong Resort    | SL        | Emi Hasegawa          | Emiko Kiyosawa   | Ekaterina Tkachenko   | Resultat |
| 17 december 2016 | Yongpyong Resort    | GS        | Alexandra Tilley      | Asa Ando         | Miki Ishibashi        | Resultat |
| 18 december 2016 | Yongpyong Resort    | GS        | Asa Ando              | Alexandra Tilley | Nevena Ignjatovic     | Resultat |
| 19 december 2016 | Yongpyong Resort    | SL        | Nevena Ignjatovic     | Martina Dubovska | Asa Ando              | Resultat |
| 22 januari 2017  | Alpensia Ski Resort | SL        | Nevena Ignjatovic     | Martina Dubovska | Ekaterina Tkachenko   | Resultat |
| 23 januari 2017  | Alpensia Ski Resort | SL        | Ekaterina Tkachenko   | Martina Dubovska | Adriana Jelinkova     | Resultat |
| 24 januari 2017  | Alpensia Ski Resort | SL        | Ekaterina Tkachenko   | Martina Dubovska | Adriana Jelinkova     | Resultat |
| 4 mars 2017      | Sapporo teine       | GS        | Asa Ando              | Haruna Ishikawa  | Emi Hasegawa          | Resultat |
| 5 mars 2017      | Sapporo teine       | SL        | Ylva Stålnacke        | Emi Hasegawa     | Asa Ando              | Resultat |
| 8 mars 2017      | Engaru              | GS        | Asa Ando              | Haruna Ishikawa  | Asuka Kawaura         | Resultat |
| 9 mars 2017      | Engaru              | SL        | Ylva Stålnacke        | Josephine Forni  | Emiko Kiyosawa        | Resultat |
| 10 mars 2017     | Engaru              | SL        | Ylva Stålnacke        | Emiko Kiyosawa   | Sakurako Mukogawa     | Resultat |
| 17 mars 2017     | Yuzhno-Sakhalinsk   | SG        | Aleksandra Prokopyeva | Marusa Ferk      | Iulija Pleshkova      | Resultat |
| 18 mars 2017     | Yuzhno-Sakhalinsk   | SG        | Aleksandra Prokopyeva | Maria Bedareva   | Iulija Pleshkova      | Resultat |
| 19 mars 2017     | Yuzhno-Sakhalinsk   | GS        | Emi Hasegawa          | Marusa Ferk      | Aleksandra Prokopyeva | Resultat |
| 20 mars 2017     | Yuzhno-Sakhalinsk   | GS        | Emi Hasegawa          | Marusa Ferk      | Aleksandra Prokopyeva | Resultat |
| 21 mars 2017     | Yuzhno-Sakhalinsk   | SL        | Marusa Ferk           | Ksenia Alopina   | Ekaterina Tkachenko   | Resultat |
| 22 mars 2017     | Yuzhno-Sakhalinsk   | SL        | Emi Hasegawa          | Ksenia Alopina   | Ekaterina Tkachenko   | Resultat |
| 30 mars 2017     | Ontake              | AK        | Sakurako Mukogawa     | Asa Ando         | Miyu Wakatsuki        | Resultat |
| 30 mars 2017     | Ontake              | SG        | Sakurako Mukogawa     | Asa Ando         | Kasumi Ito            | Resultat |
| 31 mars 2017     | Ontake              | SG        | Sakurako Mukogawa     | Nami Hirose      | Miori Kirikubo        | Resultat |